# Jim Courier
Jim Courier (Sanford, Florida, 17 de agosto de 1970) es un extenista profesional que llegó al número 1 del ranking ATP en 1992. Durante su carrera ganó cuatro títulos de Grand Slam – dos en el Abierto Francés y dos en el Abierto Australiano. 
Cuando era un jugador en la categoría de menores asistió a la Nick Bollettieri Tennis Academy (Academia del Tenis de Nick Bollettieri), y ganó el prestigioso Orange Bowl en 1986 y 1987, así como Roland Garros en dobles de la categoría de menores.
Courier se hizo profesional en 1988 y dio su gran paso en un Grand Slam en 1991 cuando ganó el Torneo de Roland Garros en individuales, ganándole a Andre Agassi en una memorable final a cinco sets. También logró jugar una final en el Abierto de Estados Unidos, donde perdió contra Stefan Edberg.
Debutó en Copa Davis en 1989 jugando 1 partido contra Perú, con la serie definida a favor de EE. UU. 
El año 1992 vio a Jim Courier ganar el Abierto de Australia y el Torneo de Roland Garros, así como disfrutar de una racha de 25 victorias. Terminaría el año 1992 como el jugador N.º 1 del mundo. Courier también era un miembro del equipo de Estados Unidos que ganó la Copa Davis en el mismo año.
En 1993 Courier defendió y ganó el título en el Abierto de Australia. Logró llegar por tercera vez consecutiva a la final de Roland Garros, en la que perdió contra el español Sergi Bruguera. En el mismo año jugó la final en Wimbledon, donde fue derrotado por Pete Sampras.
Jim Courier jugó otra vez en el equipo estadounidense de la Copa Davis, que nuevamente ganó la prestigiosa copa.

## Actividades tras su retiro como tenista profesional
Desde su retirada como jugador del circuito profesional, Courier se ha desempeñado como analista de tenis y comentarista en distintas cadenas estadounidenses, para las que hace incluso las entrevistas al ganador sobre la cancha al término de los partidos. En 2004 fundó Courier InsideOut Deporte y Entretenimiento, una compañía con sede en Nueva York. También fundó la ONG "Los niños de Courier" para apoyar programas de tenis en la ciudad de San Petersburg, Florida. Courier es miembro de la junta directiva de la 'International Tennis Hall of Fame' y la Fundación Gullikson.
Jim Courier se casó con Susanna Lingman el 21 de agosto de 2010 en Newport Beach (California).
El 27 de octubre de 2010 Courier fue nombrado capitán del equipo de Copa Davis de los Estados Unidos en sustitución de Patrick McEnroe. En su primer año (2011) derrotó a Chile en octavos de final (4-1) en el país austral y perdió con España por 1-3 en cuartos de final, en una eliminatoria disputada en Austin, Texas.

## Clasificación histórica
| Tournament                   | 1987 | 1988 | 1989 | 1990 | 1991 | 1992 | 1993 | 1994 | 1995 | 1996 | 1997 | 1998 | 1999 | 2000 | SR     | W–L    |
| ---------------------------- | ---- | ---- | ---- | ---- | ---- | ---- | ---- | ---- | ---- | ---- | ---- | ---- | ---- | ---- | ------ | ------ |
| Grand Slam Tournaments       |      |      |      |      |      |      |      |      |      |      |      |      |      |      |        |        |
| Abierto de Australia         | A    | A    | A    | 2R   | 4R   | W    | W    | SF   | QF   | QF   | 4R   | A    | 3R   | 1R   | 2 / 10 | 35–8   |
| Roland Garros                | A    | A    | 4R   | 4R   | W    | W    | F    | SF   | 4R   | QF   | 1R   | 2R   | 2R   | A    | 2 / 11 | 40–9   |
| Wimbledon                    | A    | A    | 1R   | 3R   | QF   | 3R   | F    | 2R   | 2R   | 1R   | 1R   | 1R   | 4R   | A    | 0 / 11 | 19–11  |
| Abierto de EE. UU.           | A    | 2R   | 3R   | 2R   | F    | SF   | 4R   | 2R   | SF   | A    | 1R   | A    | 1R   | A    | 0 / 10 | 24–10  |
| Win–Loss                     | 0–0  | 1–1  | 5–3  | 7–4  | 20–3 | 20–2 | 22–3 | 12–4 | 13–4 | 8–3  | 3–4  | 1–2  | 6–4  | 0–1  | 4 / 42 | 118–38 |
| Year End Championship        |      |      |      |      |      |      |      |      |      |      |      |      |      |      |        |        |
| ATP Tour World Championships | A    | A    | A    | A    | F    | F    | RR   | A    | RR   | A    | A    | A    | A    | A    | 0 / 4  | 7–9    |
| ATP Masters Series           |      |      |      |      |      |      |      |      |      |      |      |      |      |      |        |        |
| Indian Wells                 | NME  | NME  | NME  | SF   | W    | 3R   | W    | 2R   | 2R   | 3R   | 1R   | 3R   | 2R   | 1R   | 2 / 11 | 21–9   |
| Miami                        | NME  | NME  | NME  | QF   | W    | SF   | 4R   | SF   | 3R   | QF   | SF   | 2R   | 2R   | 2R   | 1 / 11 | 30–10  |
| Monte Carlo                  | NME  | NME  | NME  | 3R   | A    | A    | A    | QF   | A    | 2R   | 2R   | A    | A    | A    | 0 / 4  | 6–4    |
| Hamburgo                     | NME  | NME  | NME  | 3R   | 2R   | A    | A    | A    | A    | A    | A    | A    | A    | A    | 0 / 2  | 2–2    |
| Roma                         | NME  | NME  | NME  | 3R   | 3R   | W    | W    | QF   | 1R   | 2R   | QF   | 1R   | A    | A    | 2 / 9  | 23–7   |
| Canadá                       | NME  | NME  | NME  | A    | SF   | A    | 3R   | SF   | 3R   | A    | 1R   | 1R   | QF   | A    | 0 / 7  | 12–7   |
| Cincinnati                   | NME  | NME  | NME  | QF   | SF   | 3R   | 2R   | QF   | QF   | 3R   | 1R   | 1R   | 2R   | A    | 0 / 10 | 14–10  |
| Stuttgart (Stockholm)        | NME  | NME  | NME  | 2R   | SF   | 3R   | 3R   | 3R   | QF   | 3R   | A    | A    | 2R   | A    | 0 / 8  | 11–8   |
| París                        | NME  | NME  | NME  | 3R   | 3R   | QF   | 2R   | 2R   | SF   | 2R   | 1R   | A    | QF   | A    | 0 / 9  | 11–9   |
| Win–Loss                     | –    | –    | –    | 19–8 | 24–6 | 15–5 | 15–5 | 16–8 | 12–7 | 7–7  | 8–7  | 3–5  | 10–6 | 1–2  | 5 / 71 | 130–66 |
| Year End Ranking             | 346  | 43   | 24   | 25   | 2    | 1    | 3    | 13   | 8    | 26   | 21   | 77   | 34   | 290  |        |        |

- Datos: Q53396
- Multimedia: Jim Courier / Q53396